# Marine électorale brandebourgeoise

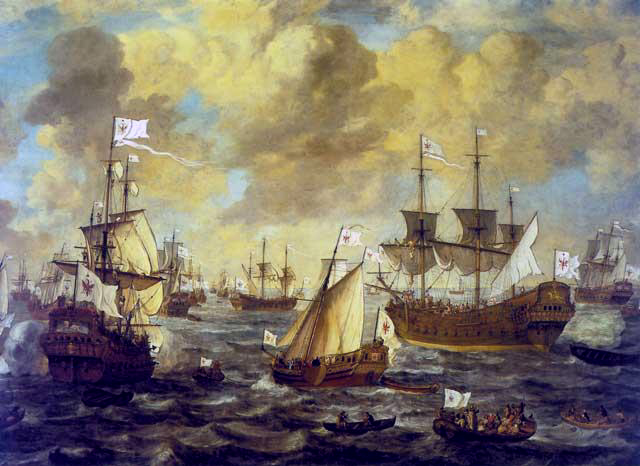
La marine de Brandebourg en pleine mer, 1684.

La marine de Brandebourg était la marine du margraviat de Brandebourg en Saint-Empire du XVIe siècle à 1701, date à laquelle elle est devenue une partie de la marine prussienne.
La marine a été constituée à l'origine lorsque les dirigeants Hohenzollern de Brandebourg ont commencé à gagner en importance et à désirer le prestige et la sécurité d'avoir une force de défense navale appropriée. Au XVIIe siècle, la marine a été d'une grande utilité dans de nombreuses batailles en mer Baltique, et elle a également servi les intérêts des colonies de Brandebourg (en) en Afrique (en particulier la Côte-de-l'Or brandebourgeoise) et dans les Caraïbes. La marine a également protégé l'implication du Brandebourg dans la traite des esclaves de l'Atlantique, car la Gold Coast de Brandebourg a été utilisée pour transporter entre 17 000 et 30 000 Africains réduits en esclavage vers les Amériques entre 1682 et 1721. En 1680, la marine de Brandebourg comptait près de trente navires de guerre actifs. Ces navires étaient principalement utilisés pour assurer le contrôle des routes commerciales hostiles et du commerce maritime, en tant que blocus et pour assurer la défense navale, ainsi que pour fournir des renforts lors de diverses opérations militaires, qui impliquaient fréquemment des engagements avec des navires de guerre hostiles.
En 1682, Frédéric-Guillaume, le prince-électeur de Brandebourg, qui était intensément impliqué dans les affaires de la marine, s'assura que la marine avait une base à Greetsiel, mais ils se déplaçaient à Emden un an plus tard.
Frédéric-Guillaume mourut en 1688 et ses descendants ne s'intéressèrent pas à la marine de Brandebourg. Frédéric III et son petit-fils Frédéric le Grand ont reconnu qu'ils ne pourraient jamais rivaliser directement avec les grandes puissances maritimes et se sont plutôt concentrés sur la construction de la meilleure armée d'Europe tout en maintenant de bonnes relations avec des puissances navales telles que le Danemark et les Pays-Bas . Les colonies d'outre-mer ont finalement été vendues aux Néerlandais en 1721. En 1701, Frédéric a été couronné roi de Prusse, marquant le passage du Brandebourg à la Prusse en tant que royaume le plus important des Hohenzollern. La marine de Brandebourg a donc été fusionnée avec la marine prussienne cette année-là.

## Historique
pour toutes les pages de votre liste de suivi.La marine a été constituée à l'origine lorsque les dirigeants de famille de Hohenzollern de Brandebourg ont commencé à gagner en importance et à désirer le prestige et la sécurité d'avoir une force de défense navale appropriée. Au XVIIe siècle, la marine a été d'une grande utilité dans de nombreuses batailles en mer Baltique, et elle a également servi les intérêts des colonies de Brandebourg en Afrique (en particulier la Gold Coast de Brandebourg ) et dans les Caraïbes. La marine a également protégé l'implication du Brandebourg dans la traite des esclaves de l'Atlantique, car la Gold Coast de Brandebourg a été utilisée pour transporter entre 17 000 et 30 000 Africains réduits en esclavage vers les Amériques entre 1682 et 1721,. En 1680, la marine de Brandebourg comptait près de trente navires de guerre actifs. Ces navires étaient principalement utilisés pour assurer le contrôle des routes commerciales hostiles et du commerce maritime, en tant que blocus et pour assurer la défense navale, ainsi que pour renforcer diverses opérations militaires, qui impliquaient fréquemment des engagements avec des navires de guerre hostiles.
pour toutes les pages de votre liste de suivi.En 1682, Frederick William, le prince-électeur de Brandebourg, qui était intensément impliqué dans les affaires de la marine, s'assura que la marine avait une base à Greetsiel, mais ils se déplaçaient à Emden un an plus tard.
pour toutes les pages de votre liste de suivi.Frederick William mourut en 1688 et ses descendants ne s'intéressèrent pas à la marine de Brandebourg. Frédéric III et son petit-fils Frédéric le Grand ont reconnu qu'ils ne pourraient jamais rivaliser directement avec les grandes puissances maritimes et se sont plutôt concentrés sur la construction de la meilleure armée d'Europe tout en maintenant de bonnes relations avec des puissances navales telles que le Danemark et les Pays-Bas. Les colonies d'outre-mer ont finalement été vendues aux Hollandais en 1721. En 1701, Frédéric fut couronné roi de Prusse, marquant le passage du Brandebourg à la Prusse en tant que royaume le plus important des Hohenzollern. La marine de Brandebourg a donc été fusionnée avec la marine prussienne cette année-là.

## Navires de la marine de Brandebourg

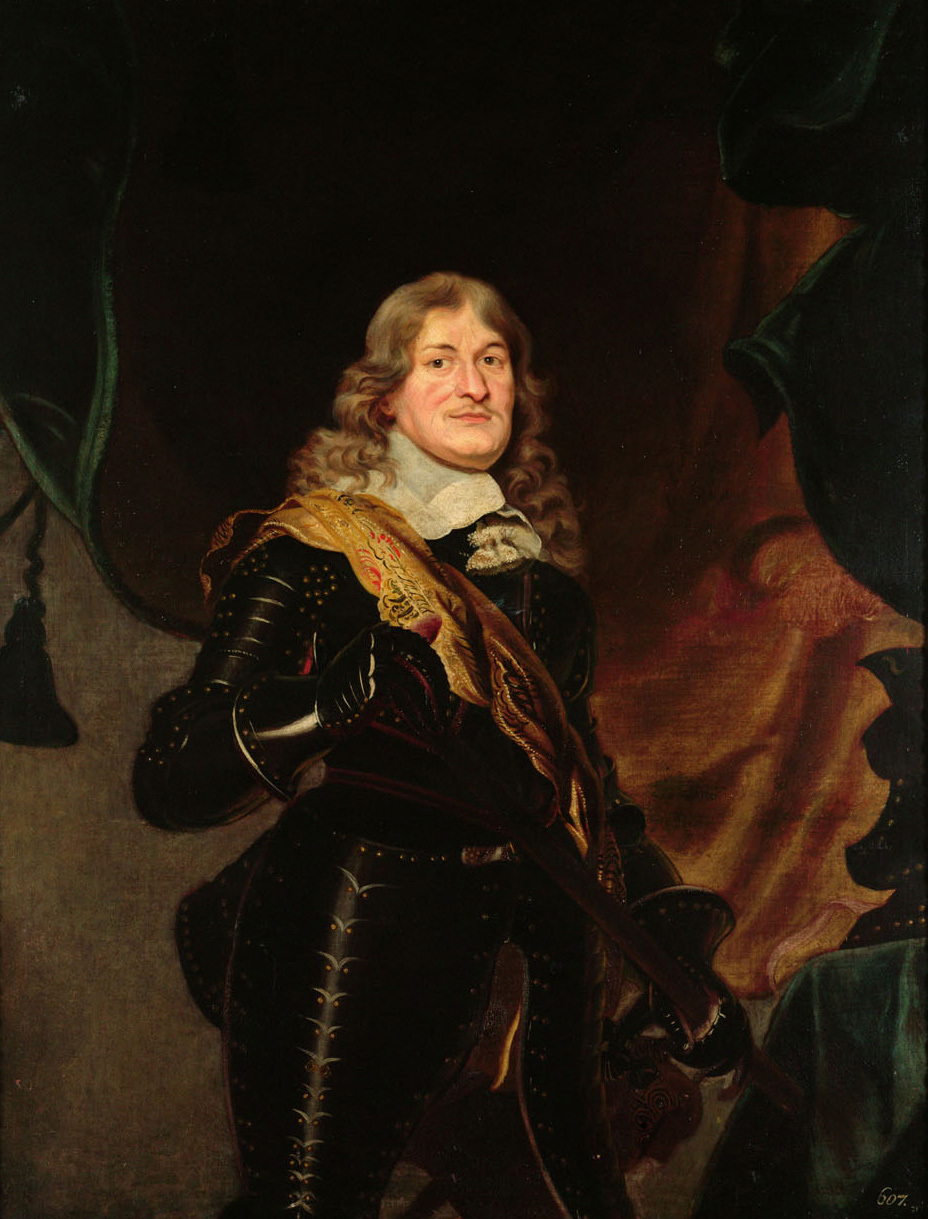
Frédéric-Guillaume de Brandebourg.

Liste des navires de la marine brandebourgeoise :
- Friedrich Wilhelm zu Pferde ( frégate )
- Berlin (frégate)
- Dorothée (frégate)
- Rother Löwe (frégate)
- Carolus Secundus (frégate)
- Kurprinz von Brandenburg (frégate)
- Coire Prinz (frégate)
- Morian (frégate)
- Wappen von Brandenburg (frégate)
- Bracké ( yacht )
- Große Jacht (yacht)
- Wasserhund (navire de guerre)
- Fuchs (navire de guerre)
- Einhorn (navire de guerre)
- Printz Ludwig (navire de guerre)
- Falke (navire de guerre)
- Jean Baptista (navire de guerre)
- Marie (navire de guerre)
- Spandau (navire de guerre)
- Poupe (navire de guerre)
- Princesse Maria